# Mandāwar (ort i Indien, Uttar Pradesh)
Mandāwar är en ort i Indien.   Den ligger i distriktet Bijnor och delstaten Uttar Pradesh, i den norra delen av landet, 130 km nordost om huvudstaden New Delhi. Mandāwar ligger 243 meter över havet och antalet invånare är 21 339.
Terrängen runt Mandāwar är mycket platt. Runt Mandāwar är det tätbefolkat, med 735 invånare per kvadratkilometer. Närmaste större samhälle är Bijnor, 12,6 km söder om Mandāwar. Trakten runt Mandāwar består till största delen av jordbruksmark.